# ニテーシュ・ティワーリー
ニテーシュ・ティワーリー（Nitesh Tiwari、1973年5月22日 - ）は、インドのボリウッドで活動する映画監督、脚本家、作詞家。

## 人物
マディヤ・プラデーシュ州イタルシのヒンドゥー教徒の家庭に生まれ、1996年にインド工科大学ボンベイ校を卒業する。映画業界に入る前は広告会社レオ・バーネットのクリエイティブ・ディレクターとして働いていた。レオ・バーネットの同僚だったアシュヴィニー・アイヤール・ティワーリーと結婚し、1男1女をもうけた。

## キャリア
2011年公開の『チラー・パーティー』でヴィカース・バールと共同監督を務め、同作は国家映画賞 児童映画賞を受賞した。2014年に単独監督を務めた『Bhoothnath Returns』は興行的な成功を収めた。2016年に監督・脚本を務めた『ダンガル きっと、つよくなる』は2017年4月に北京国際映画祭、6月に第2回BRICS映画祭で上映され、同作は2017年時点でインド映画歴代最高額の興行成績200億ルピーを記録し、そのうち120億ルピーは中国での興行収入だった。ティワーリーは同作の製作を評価され、第62回フィルムフェア賞で監督賞、インディアン・フィルム・フェスティバル・メルボルンでテルストラ・ピープルズ・チョイス・アワードを受賞している。

## フィルモグラフィー
- チラー・パーティー（英語版）（2011年） - 共同監督、脚本、原案、台詞
- Bhoothnath Returns（2014年） - 監督、脚本、原案、台詞
- Kill Dil（2014年） - 脚本、原案、台詞
- ニュー・クラスメイト（英語版）（2016年） - 脚本、原案、台詞
- ダンガル きっと、つよくなる（2016年） - 監督、脚本、原案、台詞
- バレーリーのバルフィ（英語版）（2017年） - 脚本、原案、台詞
- きっと、またあえる（2019年） - 監督、脚本、原案、台詞